# Gustav Hössjer
Karl Gustav Natanael Hössjer (Slätthög, Condado de Kronoberg, 16 de janeiro de 1897 – ? de 1977) foi um matemático sueco.
Avô de Boel Hössjer Sundman.
Hössjer obteve um doutorado em 1929 e foi depois docente na Universidade de Lund. Foi professor de matemática na Universidade Técnica Chalmers de 1936 a 1963, onde foi reitor de 1943 a 1958.
Hössjer foi eleito em 1937 membro da Sociedade Real de Ciências e Letras de Gotemburgo, tornou-se membro da Sociedade Real de Ciências de Upsália e em 1953 da Academia Real Sueca de Ciências da Engenharia.
Foi palestrante convidado do Congresso Internacional de Matemáticos em Zurique (1932).